# Agaricophilus reflexus
Agaricophilus reflexus es una especie de coleóptero de la familia Endomychidae.

## Distribución geográfica
Habita en el Cáucaso.